# Per Skogsberg
Per Gustaf Harald Skogsberg, född 16 februari 1935 i Göteborg, död där 24 juni 1995, var en svensk skulptör.

## Biografi
Per Skogsberg var son till Harald Skogsberg och Kjerstin Ida Charlotta Yllner och mellan 1962 och 1977 gift med Kerstin Margareta Skogsberg. Han studerade vid Slöjdföreningens skola 1951–1952 men lämnade 1953 konsten för att bli skådespelare och var verksam vid Malmö och Göteborgs stadsteater. Han återvände till Slöjdföreningens skola 1959 för att studera skulptur och efter tre år där fortsatte han sina studier vid Valands målarskola. Därefter följde studieresor till bland annat Frankrike, Spanien och Lima i Peru där han under en tid följde undervisningen vid Limas konsthögskola. Tillsammans med Monica Lundvall och Katarina Jansson ställde han ut i Lysekil 1961 och tillsammans med Egon Nilsson på Galleri Brinken i Stockholm 1965, därefter har han medverkat i ett antal separat- och samlingsutställningar. Hans konst består av djurskulpturer utförda i brons eller gips.

## Allémordet
Skogsberg mördades av en nynazist på grund av sin sexuella läggning, en händelse som blev mycket uppmärksammad i media. Mordet kom att kallas "Allémordet" eftersom det skedde i Nya Allén.

## Filmografi
- 1956 – Smultronstället